# Grande Prêmio da Austrália de 2008
Resultados do Grande Prêmio da Austrália de Fórmula 1 realizado em Melbourne em 16 de março de 2008. Primeira etapa do campeonato, foi vencido pelo britânico Lewis Hamilton, da McLaren-Mercedes, com Nick Heidfeld em segundo pela BMW Sauber e Nico Rosberg em terceiro pela Williams-Toyota.

## Resumo
- Sétima pole position de Lewis Hamilton.[4]
- Primeiro pódio de Nico Rosberg.
- Primeira corrida e primeiros pontos do francês Sébastien Bourdais, tetracampeão da extinta Champ Car.[5][nota 2] e Kazumi Nakajima, conquistou os primeiros dele na F1

## Classificação da prova

### Treinos classificatórios
| Pos.   | Nº | Piloto               | Equipe              | Q1       | Q2        | Q3        | Grid | Notas      |
| ------ | -- | -------------------- | ------------------- | -------- | --------- | --------- | ---- | ---------- |
| 1      | 22 | Lewis Hamilton       | McLaren-Mercedes    | 1:26.572 | 1:25.187  | 1:26.714  | 1    |            |
| 2      | 4  | Robert Kubica        | BMW Sauber          | 1:26.103 | 1:25.315  | 1:26.869  | 2    |            |
| 3      | 23 | Heikki Kovalainen    | McLaren-Mercedes    | 1:25.664 | 1:25.452  | 1:27.079  | 3    |            |
| 4      | 2  | Felipe Massa         | Ferrari             | 1:25.994 | 1:25.691  | 1:27.178  | 4    |            |
| 5      | 3  | Nick Heidfeld        | BMW Sauber          | 1:25.960 | 1:25.518  | 1:27.236  | 5    |            |
| 6      | 11 | Jarno Trulli         | Toyota              | 1:26.427 | 1:26.101  | 1:28.527  | 6    |            |
| 7      | 7  | Nico Rosberg         | Williams-Toyota     | 1:26.295 | 1:26.059  | 1:28.687  | 7    |            |
| 8      | 9  | David Coulthard      | Red Bull-Renault    | 1:26.381 | 1:26.063  | 1:29.041  | 8    |            |
| 9      | 12 | Timo Glock           | Toyota              | 1:26.919 | 1:26.164  | 1:29.593  | 19   | [ nota 3 ] |
| 10     | 15 | Sebastian Vettel     | Toro Rosso-Ferrari  | 1:26.702 | 1:25.842  | sem tempo | 9    | [ nota 4 ] |
| 11     | 17 | Rubens Barrichello   | Honda               | 1:26.369 | 1:26.173  |           | 10   |            |
| 12     | 5  | Fernando Alonso      | Renault             | 1:26.907 | 1:26.188  |           | 11   |            |
| 13     | 16 | Jenson Button        | Honda               | 1:26.712 | 1:26.259  |           | 12   |            |
| 14     | 8  | Kazuki Nakajima      | Williams-Toyota     | 1:26.891 | 1:26.413  |           | 13   |            |
| 15     | 10 | Mark Webber          | Red Bull-Renault    | 1:26.914 | sem tempo |           | 14   | [ nota 5 ] |
| 16     | 1  | Kimi Räikkönen       | Ferrari             | 1:26.140 | sem tempo |           | 15   | [ nota 6 ] |
| 17     | 21 | Giancarlo Fisichella | Force India-Ferrari | 1:27.207 |           |           | 16   |            |
| 18     | 14 | Sébastien Bourdais   | Toro Rosso-Ferrari  | 1:27.446 |           |           | 17   |            |
| 19     | 20 | Adrian Sutil         | Force India-Ferrari | 1:27.859 |           |           | PL   | [ nota 7 ] |
| 20     | 18 | Takuma Sato          | Super Aguri-Honda   | 1:28.208 |           |           | 18   |            |
| 21     | 6  | Nelson Piquet Jr.    | Renault             | 1:28.330 |           |           | 20   |            |
| 22     | 19 | Anthony Davidson     | Super Aguri-Honda   | 1:29.059 |           |           | 21   |            |
| Fonteː |    |                      |                     |          |           |           |      |            |

### Corrida

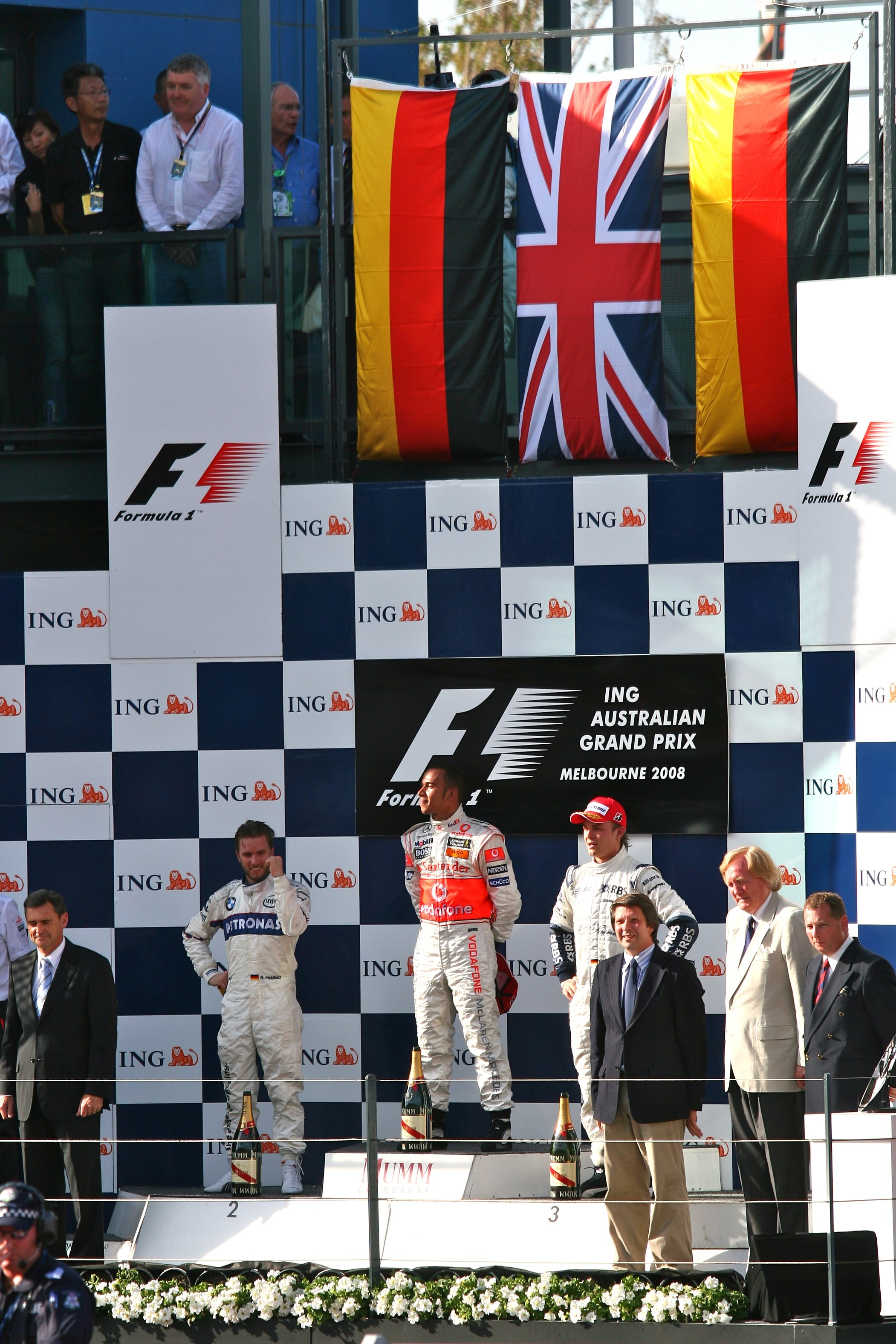
Lewis Hamilton, Nick Heidfeld e Nico Rosberg no pódio.

| Pos.   | Nº | Piloto               | Construtor          | Voltas | Tempo/Diferença  | Grid | Pontos     |
| ------ | -- | -------------------- | ------------------- | ------ | ---------------- | ---- | ---------- |
| 1      | 22 | Lewis Hamilton       | McLaren-Mercedes    | 58     | 1:34:50.616      | 1    | 10         |
| 2      | 3  | Nick Heidfeld        | BMW Sauber          | 58     | + 5.478          | 5    | 8          |
| 3      | 7  | Nico Rosberg         | Williams-Toyota     | 58     | + 8.163          | 7    | 6          |
| 4      | 5  | Fernando Alonso      | Renault             | 58     | + 17.181         | 11   | 5          |
| 5      | 23 | Heikki Kovalainen    | McLaren-Mercedes    | 58     | + 18.014         | 3    | 4          |
| 6      | 8  | Kazuki Nakajima      | Williams-Toyota     | 57     | + 1 volta        | 13   | 3          |
| 7      | 14 | Sébastien Bourdais   | Toro Rosso-Ferrari  | 55     | Motor            | 17   | 2          |
| DSQ    | 17 | Rubens Barrichello   | Honda               | 58     | Desclassificado  | 10   | [ nota 8 ] |
| 8      | 1  | Kimi Räikkönen       | Ferrari             | 53     | Motor            | 15   | 1          |
| Ret    | 4  | Robert Kubica        | BMW Sauber          | 47     | Colisão          | 2    |            |
| Ret    | 12 | Timo Glock           | Toyota              | 43     | Acidente         | 18   |            |
| Ret    | 18 | Takuma Sato          | Super Aguri-Honda   | 32     | Transmissão      | 19   |            |
| Ret    | 6  | Nelson Piquet Jr.    | Renault             | 30     | Danos de colisão | 20   |            |
| Ret    | 2  | Felipe Massa         | Ferrari             | 29     | Motor            | 4    |            |
| Ret    | 9  | David Coulthard      | Red Bull-Renault    | 25     | Colisão          | 8    |            |
| Ret    | 11 | Jarno Trulli         | Toyota              | 19     | Pane elétrica    | 6    |            |
| Ret    | 20 | Adrian Sutil         | Force India-Ferrari | 8      | Pane hidráulica  | PL   |            |
| Ret    | 10 | Mark Webber          | Red Bull-Renault    | 0      | Colisão          | 14   |            |
| Ret    | 16 | Jenson Button        | Honda               | 0      | Colisão          | 12   |            |
| Ret    | 19 | Anthony Davidson     | Super Aguri-Honda   | 0      | Colisão          | 21   |            |
| Ret    | 15 | Sebastian Vettel     | Toro Rosso-Ferrari  | 0      | Colisão          | 9    |            |
| Ret    | 21 | Giancarlo Fisichella | Force India-Ferrari | 0      | Colisão          | 16   |            |
| Fonte: |    |                      |                     |        |                  |      |            |

## Tabela do campeonato após a corrida
| Pos.   | Piloto            | Pontos |
| ------ | ----------------- | ------ |
| 1      | Lewis Hamilton    | 10     |
| 2      | Nick Heidfeld     | 8      |
| 3      | Nico Rosberg      | 6      |
| 4      | Fernando Alonso   | 5      |
| 5      | Heikki Kovalainen | 4      |
| Fonte: |                   |        |

| Pos.   | Construtor         | Pontos |
| ------ | ------------------ | ------ |
| 1      | McLaren–Mercedes   | 14     |
| 2      | Williams-Toyota    | 9      |
| 3      | BMW Sauber         | 8      |
| 4      | Renault            | 5      |
| 5      | Toro Rosso-Ferrari | 2      |
| Fonte: |                    |        |

- Nota: Somente as primeiras cinco posições estão listadas.